# Beautiful (chanson de Kato Miliyah)
Pour les articles homonymes, voir Beautiful.
Singles de Kato Miliyah
Never let go / Yozora
(2004) Dear Lonely Girl
(2005)
Beautiful est le 2e single de Kato Miliyah sorti sous le label Mastersix Foundation le 17 novembre 2004 au Japon. Il atteint la 26e place du classement de l'Oricon. Il se vend à 6 943 exemplaires la première semaine, et reste classé pendant 9 semaines, pour un total de 16 272 exemplaires vendus.
Beautiful a été utilisé comme campagne publicitaire pour pure white gum et comme musique de générique d'ouverture de TV Tokyo pendant le mois de novembre 2004. Beautiful se trouve sur l'album Rose.

## Liste des titres
| 1. | Beautiful                                             | Miliyah Katō                                     | Minoru Komorita | Hiroshi Matsui      | 4:54 |
| 2. | At The Fever feat. TWIGY, NIPPS, DEV LARGE, SHINNOSK8 | Miliyah Katō, TWIGY, NIPPS, DEV LARGE, SHINNOSK8 | H.KON           |                     | 4:54 |
| 3. | Never let go feat. Rudeboy Face (Dance Hall Remix)    | Miliyah Katō                                     | Miliyah Katō    | M.Kamishiro (remix) | 4:14 |
| 4. | Beautiful (BR Remix)                                  | Miliyah Katō                                     | Minoru Komorita | Shingo.S (remix)    | 5:12 |

| 1. | Beautiful feat. Takuya (from MO'Paradice)+RYUZY,TATSU (from COSMIC FUNK)+ATS, SHINYA, BABABLUE, TOMO, DYE (from SIVA) (BR Remix) |  |  |
| 2. | Yozora (夜空, lit. Night sky) feat. Chu, Takeshi, Takuya(from MO'Paradice)+RYUZY, TATSU (from COSMIC FUNK)                       |  |  |